# تو و من (مجموعه تلویزیونی)
تو و من (انگلیسی: You and I؛‏ کره‌ای: 그대 그리고 나) یک مجموعه تلویزیونی محصول کره جنوبی در سال ۱۹۹۷ با بازی چوی جین شیل و پارک سانگ وون است. این مجموعه از ۱۱ اکتبر ۱۹۹۷ تا ۲۶ آوریل ۱۹۹۸، روزهای شنبه و یکشنبه ساعت ۲۰:۰۰ (کی‌اس‌تی) از ام‌بی‌سی پخش شد.
این مجموعه هم‌اکنون پربیننده‌ترین درام کره‌ای در تمام دوران با آمار بینندگان قسمت پایانی آن به مقدار ۶۶٫۹٪ است که در ۲۶ آوریل ۱۹۹۸ پخش شد. میانگین آمار بینندگان تمام قسمت‌ها ۴۳٫۷٪ است.

## بازیگران

### اصلی
- چوی جین شیل در نقش یون سو کیونگ[۳]
- پارک سانگ وون در نقش پارک دونگ گیو[۴]

### مکمل
- چا این پیو در نقش پارک یونگ گیو[۵]
- سونگ سونگ هون در نقش پارک مین گیو[۶]
- چوی بول ام در نقش پارک جه چول[۷]
- کیم هه جا در نقش کیم اون سون[۸]
- سو یو جونگ در نقش پارک سانگ اوک[۹]
- کیم جی یونگ در نقش می سوک[۱۰]
- لی بون در نقش شی یون[۱۱]